# SuperHeavy
SuperHeavy – supergrupa rockowa powstała jako efekt eksperymentu muzycznego Micka Jaggera (Rolling Stones) i Dave’a Stewarta (Eurythmics). Skład grupy uzupełnili ponadto Joss Stone, A.R. Rahman oraz Damian Marley.

## Dyskografia
| Rok  | Tytuł                                                      | Pozycja na liście | Pozycja na liście | Pozycja na liście | Pozycja na liście | Pozycja na liście | Pozycja na liście | Pozycja na liście | Pozycja na liście |
| Rok  | Tytuł                                                      | NZL               | NOR               | POR               | CHE               | BEL               | NLD               | GBR               | POL               |
| ---- | ---------------------------------------------------------- | ----------------- | ----------------- | ----------------- | ----------------- | ----------------- | ----------------- | ----------------- | ----------------- |
| 2011 | SuperHeavy - Data: 19 września 2011 - Wydawca: A&M Records | 12                | 17                | 12                | 2                 | 77                | 1                 | 13                | 26                |